# Aum (US-amerikanische Band)
Aum war ein Bluesrock-Trio, das 1968 in San Francisco gegründet wurde. Die Gruppe bestand aus Wayne Ceballos (Gitarre, Piano, Gesang), Kenneth Newell (Bass) und Larry Martin (Schlagzeug).
1969 spielten sie als Vorgruppe im Fillmore West. Sie gingen an der US-amerikanischen Ostküste auf Tour, spielten beim Atlantic City Pop Festival und als Vorgruppe von Creedence Clearwater Revival im Fillmore East.
1970 löste sich die Gruppe wieder auf.

## Diskografie
- 1969: Resurrection
- 1969: Bluesvibes